# Xã Oxford, Quận Johnson, Iowa
Xã Oxford (tiếng Anh: Oxford Township) là một xã thuộc quận Johnson, tiểu bang Iowa, Hoa Kỳ. Năm 2010, dân số của xã này là 1.670 người.